# Дом на Руре (Шверте)
Дом на Руре (нем. Haus Ruhr, Schwerte) — бывший замок со рвом в районе Вандхофен рурского города Шверте (земля Северный Рейн-Вестфалия), расположенный на ручье Ваннебахе — около его устья в реке Рур; был построен в 1455 году Яном фон Бойлем из Веттера, современные строения датируются XVII—XIX веками; является памятником архитектуры.

## История и описание
Дом на Руре был построен в 1455 году Яном фон Бойлем фон Веттером, министериалом (Erbburgmann) из Веттера, для своего зятя из рода фон Нехайм. Многочисленные боевые действия того периода сделали необходимым строительство укреплённой резиденции. Нынешние здания датируются XVII и XIX веками. Во второй половине XX века — в середине 1970-х годов — дом на Руре использовался для размещения детского и молодежного центра. Здание было реконструировано в 1987 году: сегодня в нём размещается частный учебный центр «Ruhrakademie», основанный в 1985 году. Ландшафтный сад, окружающий основное здание, был создан в английском стиле уже в XIX веке.
Во дворе дома на Руру находится один из самых старых каштанов в земле Северный Рейн-Вестфалия, который часто называют «матерью каштанов». Дереву более 200 лет, его диаметр достигает 610 см, окружность — около 17 м, а высота — около 20 м. О происхождении знаменитого дерева существует множество легенд: согласно одной из них граф фон Нессельроде, посол Фридриха Великого, привёз с собой горстку странных колючих плодов (каштанов) из миссии в Персии. Остановившись в доме на Руре, он, возможно, уронил и потерял один из них; так появилась «матерь каштанов».